# Arbon (Haute-Garonne)
Arbon település Franciaországban, Haute-Garonne megyében. Lakosainak száma 94 fő (2022. január 1.). Arbon Izaut-de-l’Hôtel, Cazaunous, Juzet-d’Izaut és Malvezie községekkel határos.

## Népesség
A település népességének változása:
| Lakosok száma | 94   | 78   | 67   | 67   | 94   | 98   | 102  | 99   | 97   | 94   |
|               | 1968 | 1982 | 1990 | 2006 | 2013 | 2015 | 2017 | 2019 | 2020 | 2022 |